# یوشیتاکا کاگیاما
یوشیتاکا کاگیاما (انگلیسی: Yoshitaka Kageyama؛ زادهٔ ۳۱ مارس ۱۹۷۸) بازیکن فوتبال اهل ژاپن است.